# Оксид-дибромид гафния
Оксид-дибромид гафния — неорганическое соединение, оксосоль металла гафния и бромоводородной кислоты с формулой HfOBr2. При нормальных условиях представляет собой белые кристаллы. Образует кристаллогидраты состава HfOBr2·nH2O, где n = 2, 8.

## Получение
- Реакция гидроксида гафния(IV) с раствором бромоводородной кислоты:

{\displaystyle {\mathsf {Hf(OH)_{4}+2HBr+5H_{2}O\ {\xrightarrow {}}\ HfOBr_{2}\cdot 8H_{2}O}}}

## Физические свойства
Оксид-дибромид гафния образует белые кристаллы.